# Юнона Монета

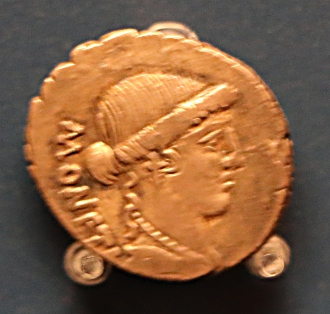
Бюст Юноны Монеты на денарии

Юнона Монета (от лат. moneta — советница, наставница, от лат. moneo, monere — предупреждать) — одно из имен богини Юноны в римской мифологии.
По преданию, оно возникло в войну с Пирром, когда Юнона отвечала вопрошавшим её римлянам, что у них не будет недостатка в деньгах, если они будут справедливо вести войну. Когда это обещание исполнилось, римляне назвали её Монетой и стали изображать её на отчеканенных деньгах в 269 г. до н. э. в виде Справедливости, с весами в правой руке и рогом изобилия в левой, а также надписью Moneta. Храм Юноны Монеты находился на Капитолийском холме, предположительно, на месте базилики Санта-Мария-ин-Арачели. Так как при храме был устроен первый двор для чеканки, то и сами деньги отсюда получили название монет. Ей приносили в жертву поросную свинью. 
От Монеты произошли современные термины «монета» «монетный двор» и англ. money (деньги).
По Гигину, она родила от Зевса муз. Гесиод считал матерью муз Мнемосину, которую таким образом ассоциировали с Юноной Монетой, хотя были и другие версии.